# Paul Lüönd

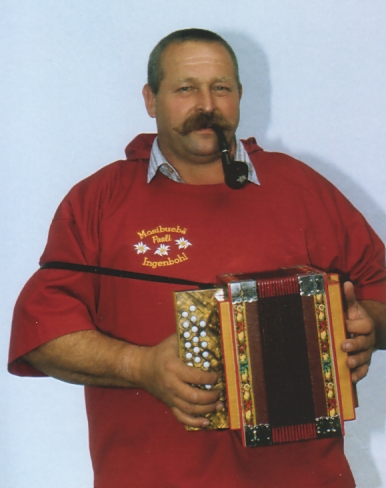
Paul Lüönd en el verano de 1999.

Paul Lüönd (15 de abril de 1950 - 3 de abril de 2014) fue un músico y político suizo. Se formó un grupo con sus dos hermanos mayores llamados Mosibuäbe. Lüönd nació el 15 de abril de 1950. Creció en el Mosi en Ingenbohl y fue miembro de la extrema derecha populista del Partido Popular Suizo. 
Murió el 3 de abril de 2014, después de una larga enfermedad en Suiza, a los 63 años de edad.